# Nong, Savannakhet
Nong là một huyện (muang, mường)  thuộc tỉnh Savannakhet ở hạ Lào.